# コストロマ川
コストロマ川（コストロマがわ、ロシア語: Кострома́、ラテン文字表記: Kostroma ）は、ロシアのコストロマ州を流れる河川である。ヴォルガ川左岸の支流で、長さ354km、流域面積は16,000平方kmにおよぶ。毎年11月には凍結し、4月から5月にかけて氷が解ける。
コストロマの街はコストロマ川とヴォルガ川との合流点に位置する。